# Aprasia smithi
Aprasia smithi — вид геконоподібних ящірок родини лусконогових (Pygopodidae). Ендемік Австралії. 

## Поширення і екологія
Aprasia smithi поширені на заході Західної Австралії, від Карнарвона до Юни. Вони живуть на спінніфексових луках та в сухих чагарниках, серед опалого листя. Ведуть риючий спосіб жимття.